# Dearborn (Missouri)
Dearborn  – miasto w Stanach Zjednoczonych, w stanie Missouri, w hrabstwie Platte.